# Маттуар, Фез
Фез Маттуа́р (фр. Faiz Mattoir; род. 12 июля 2000, Мамуцу) — коморский футболист, левый нападающий, игрок сборной Комор.

## Клубная карьера
Фаиз Маттуир начал свою карьеру в академиях «Олимпика Лиона» и «Труя».
Фаиз подписал свой первый профессиональный контракт 10 июня 2020 года с «Аяччо». Маттуар дебютировал за клуб 22 ноября 2019 года в матче Лиги 2 1:1 с «Клермоном», выйдя на земену на 79-й минуте. Он также играл за резервную команду клуба.
В начале июня 2021 футболист перешёл в «Шоле» на правах аренды.
27 июня 2022 года коморец подписал контракт с нидерландским клубом «Алмере Сити» на два года, с возможностью продления на сезон.
9 сентября 2022 года игрок получил травму крестообразных связок.

## Международная карьера
Фаиз Маттуир дебютировал за сборную Комор 11 октября 2020 года в товарищеском матче против Ливии, выйдя на замену на 92-й минуте.
Коморы вышли в одну восьмую финала Кубка африканских наций 2021, когда Фаиз Маттуир был в составе.